# 林静一
林 静一（はやし せいいち、1945年3月7日 - ）は、日本の男性イラストレーター、漫画家、アニメーション作家。
満洲営口生まれ。中野区立第九中学校卒業。
日本アニメーション協会会員。国際アニメーションフィルム協会会員。日本イラストレーション協会会員。ACFA会員。

## 概要
ロッテの梅味キャンディー『小梅』のキャラクター「小梅ちゃん」のイラストレーションや、同棲生活をテーマにした漫画『赤色エレジー』で知られる。
女性美の表現について「現代の竹久夢二」と評される。
画家、実写映画の監督、アニメーション作家として多才な活動を見せている。

## 略歴
- 1960年の中学校卒業後、デザインスクールへ進学[2]。
- 1962年にアニメ制作会社東映動画にアニメーターとして入社[2]、同期には宮崎駿、芝山努がいる。「天才アニメーター」と謳われた月岡貞夫の班で東映動画初のテレビアニメ『狼少年ケン』（1963年）などを担当。現在の1ヶ月で1話を作るテレビアニメに対して、『狼少年ケン』は1話を1週間で描く厳しいスケジュールだったという。
- 『狼少年ケン』では高畑勲とも仕事を共にする。高畑の初監督となるアニメ映画『太陽の王子 ホルスの大冒険』にも準備段階から携わった。
- 1966年10月、『太陽の王子 ホルスの大冒険』の制作が中断となったことや、社内検診で心臓が疲労していると言われたのをきっかけに東映動画を退社。作品完成まで東映動画に在籍していなかったため、林は同作のスタッフとしてクレジットされていない[5]。
- 1967年5月以降に漫画雑誌『ガロ』にやや長い作品を2作続けて投稿するが採用されず。編集部の高野慎三からの短編を、という依頼を受け『アグマと息子と食えない魂』を描く。11月号に発表され漫画家としてデビュー[2]。
- 9月、私生活では何をするにも一緒だったという先に退社していた先輩の月岡の誘いで、アニメ制作会社・ナック（現・ICHI）の設立に参加。 日本テレビの番組『すばらしい世界旅行』のアニメーション部門も担当。自主製作アニメーション『かげ』を発表。
- 1968年、アニメーション作品『かげ』を草月フィルム・アート・フェスティバルに出品[2]。
- 1969年、アニメーション作品『かげ』をドイツ実験映画祭に出品。
- 1970年、代表作『赤色エレジー』をガロに連載。翌年、同作をモチーフにしたあがた森魚の歌「赤色エレジー」がヒットし、上村一夫の漫画『同棲時代』と並んでその時代の風俗を象徴する作品となった。 アニメ『10月13日の殺人』を草月実験映画祭に出品。
- 高野慎三から打診され、画集『紅犯花 林静一絵物語集』を高野が設立した幻燈社から発行。この当時竹久夢二の存在を知らなかったという。同じ幻燈社の『遊侠一匹　加藤泰の世界』の装丁も担当。
- 1971年、アニメーション作品『鬼恋歌』を製作し、東京アニメーションフェスティバルに出品。
- 1972年、紀伊国屋画廊にて個展を開催。京都藤井大丸にて『あやかし幻視行』作品展開催。『林静一作品集』を青林堂から出版。
- 1973年、劇映画『夢にほほよせ』の脚本、監督を担当。ATGさそり座にて上映。
- 1974年より、ロッテキャンディ『小梅』のCMアートディレクションを担当。国内外のCF賞を多数受賞した。
- 1976年、NHKで劇画作品『花に棲む』がドラマ化。
- 1978年、パルコ渋谷店にて『林静一の世界』展を開催。（その後、千葉、岐阜、大分などでも開催し、「サンリオ美術賞」も受賞した。）
- 1984年、『イラストレーター10』（集英社刊）に、木版画『ひぐらし』を発表。（アダチ版画研究所にて制作）
- 1985年、埼玉県立近代美術館にて開催の『日本の実験映画25年展』に、アニメーション作品を出品。
- 1987年、ポンピドゥー・センターにて開催の『前衛の日本：実験映画展望1955 - 1977』に、アニメーション作品を出品。
- 1988年、銀座マリオンにてアニメ映画『源氏物語』の原画展を開催。 Ｏ美術館にて開催された『アニメ進化論ー日本の実験アニメの現在』にアニメーション作品を出品。
- 1989年、新宿「絵夢」画廊にて個展開催。同年から1992年まで、電通ギャラリーにてアニメーショングループ展を開催。
- 1990年、銀座ラ・ポーラにて、『絵と書と花で綴る雅びの世界「源氏物語」原画展』を開催。『第三回・広島国際アニメーションフェスティバル』にて、第一次審査委員を務める。　京都版画院にて、木版画『さつき』を制作。
- 1991年、吉祥寺東急にて「源氏物語と雅びの世界展」を開催。
- 1992年、銀座ラ・ポーラにて『ショート・カット原画展』を開催。 安西水丸ら5名と共に、六本木にてグループ展を開催。
- 1994年2月、横浜美術館での「戦後日本の前衛美術」にて、アニメーション作品『かげ』を上映。西武カルチャーセンターにて、イラスト・漫画の講座をはじめる。
- 1995年、目黒美術館、朝日新聞社協催、「戦後文化の軌跡、1945 - 1995」展に、漫画、ポスター作品を出品。3月より京都大丸店をかわきりに、4月・大阪心斎橋大丸、5月・東京大丸ミュージアム、6月・下関大丸と、巡回で個展を開催。　同年7月、東京新聞と東京中日スポーツ共催の『まんが50年展』に、漫画作品『赤色エレジー』を出品。『世界』（岩波書店）に、「なつかしさの原景」を一年間連載する。
- 1998年、原宿にて『第一回家族展』を開く。
- 2000年、広島国際アニメーション・フェスティバルのポスター、シャツ、チケットのイラストを担当。 『第二回家族展』を銀座みうら画廊にて開催。
- 2003年、イマジカ制作の連句アニメ作品『冬の日』の制作に参加。
- 2004年2月、ロッテ『小梅』30周年記念CFを制作。
- 2009年、同年公開の映画『美代子阿佐ヶ谷気分』に出演し、『ガロ』編集長の長井勝一をモデルにした編集長役を演じる。

## 受賞歴
- ロッテ『小梅』（1976年）
  - ヴェネツィア国際映画祭銅賞
  - クリオ映画祭特別賞
  - 電通賞
- 『林静一の世界』展 （1978年、パルコ渋谷店にて）
  - サンリオ美術賞
- 絵本『ねこのしゃしんかん』
  - 第17回SDA賞（1983年）
  - ボローニャ国際児童図書展エルバ特別賞（1984年）

## 作品リスト

### 漫画
- 『花散る町』北冬書房 1986/1
- 『林静一作品集』青林堂（1972年）ASIN B000J93D6K
- 現代漫画家自選シリーズ 1　『赤色エレジー』 青林堂　(1972年)
  - ロマンコミック自選全集 『赤色エレジー 』
  - 『赤色エレジー』小学館コミック文庫（1976年）、小学館叢書 (1992/3) ISBN 978-4091973016
  - 『赤色エレジー』小学館文庫 (2000/7) ISBN 978-4091924711
  - 『赤色エレジー シリーズ昭和の名作マンガ』朝日新聞出版 (2008/12) ISBN 978-4022140111
- 『化子』北冬書房 (1973) ASIN B000J93C98
- 『花に棲む』講談社漫画文庫 (1976) ISBN 978-4130993425
- 『pH4.5グッピーは死なない』青林堂（1991年）ISBN 978-4792602079
  - 『pH4.5グッピーは死なない』 改訂版・青林工藝舎 (1999/10) ISBN 978-4883790227
- 『夢枕』PARCO出版 (2007/12) ISBN 978-4891947705
- 林静一コレクション　又吉直樹と読む（ちくま文庫 2021/12）ISBN 978-4480437860

### 画集
- 『紅犯花 林静一絵物語集』（幻燈社 1970年）
  - 『紅犯花 林静一絵物語集』北冬書房 (1989/07) ISBN 978-4892890796
- 『儚夢』（木版画集、幻燈社 1971年）
  - 『儚夢』（幻燈社 1989年7月）
- 『心景美人画』（講談社 1976年）ASIN B000J937NO
- 『ジャパニーズウーマン』（サンリオ (1981/04)）ASIN B000J7ZQJE
- 『ウーマンズハート』（サンリオ 1981年）ASIN B000J7TBTU
- 『林静一の世界』（サンリオ　1982年）
- 『恋文』（サンリオ 1984年）ASIN B000J78SAI
- 『ひぐらし』（1984年）
- 佐藤さとる『てのひら島はどこにある』（理論社フォア文庫 1985年）、画
- 『源氏物語―林静一画集』 （朝日新聞社 (1987/12)) ISBN 978-4022557919
- 『ショートカット 林静一画集・林あまり歌集』（サンリオ (1992/04)）ISBN 978-4387902966
- 『ねえ、キッスして。』（エディションq (1996/11)）ISBN 978-4874175248
- 『小梅ちゃん 初恋すとおりい女優』、市川実和子との対談も掲載、近代出版社 (2004/05) ISBN 978-4907816124
- 『淋しかったからくちづけしたの―林静一傑作画集 少女編』 （PARCO出版 (2005/02) 2005年）ISBN 978-4891947057
- 『林静一美人画集』学研パブリッシング (2015/8/18) ISBN 978-4054063211

### 絵本
- つるのおんがえし（1977年）
- かえるのアパート（1982年）
- ねこのしゃしんかん（1983年）
- おるすにしつれいします（1984年）
- いちばん優しい花（1984年）
- しゃしんかんのメリークリスマス（1984年）
- 雪女（1994年）
- マッチうりのしょうじょ（1995年）

### 著書
- 『おとなの紙芝居、まぼろし劇場』 （1974年、寺山修司・唐十郎・なかにし礼との共著書）
- 『モモコさんと僕』（ファラオ企画 (1994/11)、エッセイ集）ISBN 978-4894090521
- 『僕の食物語』（1996年、エッセイ集）
- 『初恋ぬりえ 小梅ちゃんの世界』小学館 (2016/10/5) ISBN 978-4096821138

### アニメーション
- かげ（1968年）
- 10月13日の殺人（1970年）
- 鬼恋歌（1971年）

### みんなのうた
NHK『みんなのうた』で、以下の楽曲のアニメーションを担当。
- 1.赤い山 青い山 白い山 / 小柳ルミ子（1974年10月・11月放送）
- 2.赤い花白い花 / ビッキーズ（1976年12月・1977年1月放送）
- 3.苺の花嫁さん / 麻呂とクニ河内（1977年6月・7月放送）
- 4.かな かな かな / 由紀さおり（1978年2月・3月放送）
- 5.早春賦 / 湘南コール・グリューン（1979年2月・3月放送）
- 6.雨のてん・てん / 河合奈保子（1985年6月・7月放送）
- 7.わたしの人形 / 乾裕樹（1986年10月・11月放送）
- 8.お誕生日おめでとう / 椎名恵（1988年2月・3月放送）
- 9.卒業前 〜10日で100の出来事〜 / 清水綾子（1989年2月・3月放送）
- 10.ふるさとのない秋 / 森進一（1990年8月・9月放送）
- 11.ピアノとわたし / 八神純子（1991年4月・5月放送）
- 12.思い出・おにぎり / 森みゆき（1992年12月・1993年1月放送）
- 13.スマイル 〜SMILE〜 / アンナ・バナナ（1993年6月・7月放送）
- 14.ふるさとの五月 / 尾崎紀世彦（1995年4月・5月放送）
- 15.あの頃のなみだは / 長山洋子（1997年4月・5月放送）
- 16.菜種時雨 〜natane shigure〜 / 辛島美登里（2003年2月・3月放送）
- 17.おばあちゃん もしかして / 白鳥英美子（2005年4月・5月放送）

### その他
- 江戸川乱歩の陰獣 (挿絵)
- LPレコードジャケット はっぴいえんど『はっぴいえんど』(1970年、イラスト)
- あがた森魚「大道芸人」(1972年、作詞)
- 夜にほほよせ（1973年、実写映画作品監督）
- ロッテ 小梅（1975年、CMアートディレクター）
- 万葉恋歌 & 続・万葉恋歌（1979年、イラスト）
- 切手「日本の歌シリーズ・浜辺のうた」（1979年、デザイン）
- 切手「日本の歌シリーズ・花」（1980年、デザイン）
- カナダ交通博 日本館イメージフィルム（1986年、キャラクターデザイン）
- 青春アニメ全集（1986年、テレビアニメのエンディングイラスト）
- 源氏物語（1987年、アニメ映画キャラクター原案）
- 春日井製菓 花のくちづけ（1991年、CMキャラクターデザイン）
- カネボウ 絹石鹸（1991年、パッケージデザイン）
- 小学館『別冊ビッグコミック』（1992年、表紙イラスト連載）
- マクドナルド カード（1992年、作画）
- 結城座襲名公演「リチャード三世」（1993年、人形デザイン）
- 朝日新聞「わが心の名探偵」（1998年 - 1999年）、イラストエッセイ）
- 朝日新聞「時のかたち」（2000年、イラスト）
- ダイソー商品へのイラスト提供（2006年、鉛筆立てやカレンダーなど）
- CDアルバムジャケット　Lamp『ゆめ』（2014年、イラスト）[6]